# Ups (berg i Island)
Ups är ett berg i republiken Island. Det ligger i regionen Austurland, 400 km öster om huvudstaden Reykjavík. Toppen på Ups är 656 meter över havet.
Trakten runt Ups är nära nog obefolkad, med mindre än två invånare per kvadratkilometer. Närmaste större samhälle är Vopnafjörður, omkring 15 kilometer väster om Ups. Trakten runt Ups består i huvudsak av gräsmarker.